# Contea di Warren (Ohio)
La contea di Warren (in inglese Warren County) è una contea dello Stato dell'Ohio, negli Stati Uniti. La popolazione al censimento del 2000 era di 158 383 abitanti. Il capoluogo di contea è Lebanon.